# José Maximiliano Alfonso de Rosenzweig Díaz
José Maximiliano Alfonso de Rosenzweig Díaz (* 1886 in Toluca, Bundesstaat México; † 1963 in Mexiko-Stadt) war ein mexikanischer Botschafter.

## Diplomatische Karriere
José Maximiliano Alfonso de Rosenzweig Díaz arbeitete 52 Jahre im auswärtigen Dienst. Er war Sekretär der Gesandtschaften in China, Guatemala und Brasilien, sowie Generalkonsul von Guatemala und Brasilien. Als Botschaftsrat war er an den Botschaften in Kolumbien, den Niederlanden und dem Vereinigten Königreich. 1927 wurde er zum Chef des Protokolls des Außenministeriums ernannt. Danach war er Gesandter in El Salvador, Schweden, Paraguay, Panama und Venezuela.
Von 1931 bis 1943 arbeitete er als Botschafter im Vereinigten Königreich, in Frankreich, Jugoslawien und bei den Exilregierungen von Polen, Norwegen und Belgien in London. Nach dem Zweiten Weltkrieg war er ab 1948 Botschafter in Nicaragua und von 1953 bis 1960 in gleicher Funktion in der Sowjetunion.
José Maximiliano Alfonso de Rosenzweig Díaz vertrat Mexiko bei der Ersten Vollversammlung der Vereinten Nationen, der Konferenz des Ersten Sicherheitsrats der Vereinten Nationen, dem Treffen der UNRRA in London (1945) und der Pariser Friedenskonferenz 1946.
| Vorgänger                  | Amt                                                                         | Nachfolger             |
| -------------------------- | --------------------------------------------------------------------------- | ---------------------- |
| Luis Pérez Verdía          | Mexikanischer Botschafter in Guatemala 29. Januar 1913 bis 1. April 1913    | Luis N. Rubalcava      |
| Isidro Fabela Alfaro       | Mexikanischer Botschafter in Sao Paulo 26. November 1916 bis 15. März 1919  | Aarón Sáenz Garza      |
| Juan B. Delgado Altamirano | Mexikanischer Botschafter in Bogota 23. September 1922 bis 31. Oktober 1923 | Juan Francisco Urquidi |
| Efrén Rebolledo            | Mexikanischer Botschafter in Den Haag 4. Januar 1924 bis 8. Juli 1924       | Luis N. Rubalcava      |

| Vorgänger                         | Amt                                                                          | Nachfolger                |
| --------------------------------- | ---------------------------------------------------------------------------- | ------------------------- |
| Francisco de Asís de Icaza y León | Mexikanischer Botschafter in San Salvador 8. Mai 1931 bis 24. September 1932 | Pablo Herrera de Huerta   |
| Javier Sánchez Mejorada           | Mexikanischer Botschafter in Kopenhagen 3. Januar 1933 bis 27. Dezember 1934 | Carlos Darío Ojeda Rovira |
| Germán L. Rennow Hay              | Mexikanischer Botschafter in La Paz 17. April 1935 bis 4. März 1939          | Alfonso Cravioto Mejorada |
| Gonzalo Frías Beltrán             | Mexikanischer Botschafter in Asunción 6. Januar 1935 bis 10. November 1936   | Luis Padilla Nervo        |

| Vorgänger                   | Amt                                                                                                   | Nachfolger                               |
| --------------------------- | --- | ---------------------------------------- |
| Vicente Estrada Cajigal     | Mexikanischer Botschafter in Panama 6. Mai 1939 bis 1. Januar 1941                                    | Alfredo Breceda Mercado                  |
| Salvador R. Guzmán Esparza  | Mexikanischer Botschafter in Caracas 15. März 1941 bis 1. November 1941                               | Vicente Luis Ignacio Benéitez y Clavarie |
| Gustavo Luders de Negri     | Mexikanischer Botschafter in London 22. Januar 1942 bis 5. Februar 1946                               | Federico Jiménez O’Farril                |
| Luciano José Joublanc Rivas | Mexikanischer Botschafter bei der polnischen Exilregierung in London 22. Januar 1942 bis 9. Juli 1945 | Luciano José Joublanc Rivas              |

| Vorgänger                        | Amt | Nachfolger                      |
| -------------------------------- | --- | ------------------------------- |
| Gustavo Luders de Negri          | Mexikanischer Botschafter bei der belgischen Exilregierung in London 19. Oktober 1943 bis 20. Oktober 1945 | José de Jesús Núñez y Domínguez |
| Juan Manuel Álvarez del Castillo | Mexikanischer Botschafter bei der norwegischen Exilregierung in London 23. Juni 1945 bis 4. Dezember 1945  | Aurelio Manrique Hernández      |
| Antonio Ríos Zertuche            | Mexikanischer Botschafter in Paris 16. März 1946 bis 1. Juli 1947                                          | Francisco del Río y Cañedo      |
| —                                | Mexikanischer Botschafter in Belgrad 28. November 1946 bis 30. Juni 1947                                   | Francisco del Río y Cañedo      |

| Vorgänger                 | Amt                                                                         | Nachfolger             |
| ------------------------- | --------------------------------------------------------------------------- | ---------------------- |
| Salvador Martínez Mercado | Mexikanischer Botschafter in Managua 1. September 1948 bis 1. Mai 1953      | Santiago Sáenz Rico    |
| Germán L. Rennow Hay      | Mexikanischer Botschafter in Moskau 30. November 1953 bis 31. Dezember 1959 | Ernesto Madero Vázquez |